# Куп Републике Српске у фудбалу 2010/11.
Куп Републике Српске у фудбалу 2010/11. је осамнаеста сезона овог такмичења које се одржава на територији Републике Српске у организацији Фудбалског савеза Републике Српске. Прво такмичење је одржано у сезони 1993/94.
У купу као и до сада учествују фудбалски клубови са подручја Републике Српске. Клубови нижег нивоа такмичења морају у оквиру подручних савеза изборити учешће у купу. Такмичењу се од шеснаестине финала прикључују и клубови из Прве лиге Републике Српске и клубови Републике Српске који се такмиче у Премијер лиге Босне и Херцеговине.
Парови се извлаче жребом. До полуфинала се игра по једна утакмица, у полуфуналу две а финална утакмица се игра на стадиону одређеном пре почетка такмичења.

## Парови и резултати

### Шеснестина финала
Утакмице су одигране 22. септембра 2010.
| Утак. | Клуб, Место            | Резултат         | Клуб, Место               |
| ----- | ---------------------- | ---------------- | ------------------------- |
| 1     | Љубић, Прњавор         | 2:0              | Лакташи, Лакташи          |
| 2.    | Слобода, Мркоњић Град  | 1:0              | Рудар, Приједор           |
| 3.    | Слога, Добој           | 0:1              | Модрича Максима, Модрича  |
| 4.    | Врбас, Бања Лука       | 1:2              | Слобода, Нови Град        |
| 5.    | Црвена земља, Нова Вес | 1:0              | Пролетер, Теслић          |
| 6.    | БСК, Бањалука          | 0:2              | Борац Бањалука            |
| 7.    | Борац, Козарска Дубица | 2:3              | Слога, Трн                |
| 8.    | Жупа Милка, Миросавци  | 2:6              | Козара, Градишка          |
| 9.    | Пламен, Доње Водичево  | 1:2              | Озрен, Петрово            |
| 10.   | Младост, Доња Слатина  | 1:3              | Сутјеска, Фоча            |
| 11.   | Подриње, Јања          | 2:1              | Славија, Источно Сарајево |
| 12.   | Стакорина, Чајниче     | 0:0 5 : 4 пенали | Романија, Пале            |
| 13.   | Дрина ХЕ, Вишеград     | 3:0              | Леотар, Требиње           |
| 14.   | Гласинац, Соколац      | 2:1              | Фамос, Војковићи          |
| 15.   | Младост, Гацко         | 1:1 4 : 6 пенали | Радник, Бијељина          |
| 16.   | Младост, Богутово Село | 0:1              | Дрина, Зворник            |

## Осмина финала
Утакмице су одигране 13. октобра 2010.
| Утак. | Клуб, Место            | Резултат         | Клуб, Место              |
| ----- | ---------------------- | ---------------- | ------------------------ |
| 1     | Слобода, Нови Град     | 2:0              | Сутјеска, Фоча           |
| 2.    | Црвена земља, Нова Вес | 1:0              | Дрина, Зворник           |
| 3.    | Љубић, Прњавор         | 0:1              | Дрина ХЕ, Вишеград       |
| 4.    | Слога, Трн             | 0:2              | Козара, Градишка         |
| 5.    | Подриње, Јања          | 0:2              | Борац Бањалука           |
| 6.    | Озрен, Петрово         | 1:0              | Слобода, Мркоњић Град    |
| 7.    | Гласинац, Соколац      | 1:1 5 : 4 пенали | Модрича Максима, Модрича |
| 8.    | Стокорина, Чајниче     | 0:2              | Радник, Бијељина         |

## Четвртфинале
Утакмице су одигране 9/10. новембра 2010.
| Утак. | Клуб, Место            | Резултат | Клуб, Место        |
| ----- | ---------------------- | -------- | ------------------ |
| 1     | Слобода, Нови Град     | 0:2      | Борац Бањалука     |
| 2.    | Озрен, Петрово         | 0:1      | Радник, Бијељина   |
| 3.    | Гласинац, Соколац      | 0:2      | Козара, Градишка   |
| 4.    | Црвена земља, Нова Вес | 2:1      | Дрина ХЕ, Вишеград |

### Полуфинале
| Утак. | Клуб, Место            | Укупан резултат | Клуб, Место      | 1. утак. -11. мај | 2. утак. 18. мај 2010. |
| ----- | ---------------------- | --------------- | ---------------- | ----------------- | ---------------------- |
| 1.    | Козара, Градишка       | 0:1             | Борац Бањалука   | 0:0               | 0:1                    |
| 2.    | Црвена земља, Нова Вес | 1:3             | Радник, Бијељина | 1:1               | 0:2                    |

## Финале
Бањалука 1. јун 2011.
| Утак. | Клуб, Место     | Резултат | Клуб, Место      |
| ----- | --------------- | -------- | ---------------- |
| 1.    | Борац, Бањалука | 2:0      | Радник, Бијељина |

| Победник Купа Републике Српске у фудбалу 2010/11. |
| ------------------------------------------------- |
| ФК Борац Бања Лука 4. титула                      |

| Домаћи клуб                                    | Резултат | Гостујући клуб |
| ---------------------------------------------- | --- | --- |
| Борац Бањалука                                 | 2 : 0 (1:0) | Радник, Бијељина |
| Датум                                          | 1. јун, 2011. | 1. јун, 2011. |
| Стадион                                        | Градски стадион, Бањалука | Градски стадион, Бањалука |
| Гледалаца                                      | 2.000 | 2.000 |
| Судија                                         | Ршум Симић (Добој) | Ршум Симић (Добој) |
| ФК Борац Бањалука (тренер: Слободан Старчевић) | Марчетић, Петрић, Ступар, Николић (од 55‘ Вељовић), Распудић, Сакан (од 66‘ Дујаковић), Микић (од 62‘ Срећо ), Жарић, Стајић , Стакић, Крунић    | Марчетић, Петрић, Ступар, Николић (од 55‘ Вељовић), Распудић, Сакан (од 66‘ Дујаковић), Микић (од 62‘ Срећо ), Жарић, Стајић , Стакић, Крунић    |
| ФК Радник Бијељина , (тренер: Никола Бала)     | Сабо, Крсмановић, Јовановић, Драшковић, Сапањош), Јефтић, (од 46‘ Соуто), Павић, (од 70‘ Павловић), Остојић (Лазић) (од 46‘ Васић , Ђурић, Вујић | Сабо, Крсмановић, Јовановић, Драшковић, Сапањош), Јефтић, (од 46‘ Соуто), Павић, (од 70‘ Павловић), Остојић (Лазић) (од 46‘ Васић , Ђурић, Вујић |
| Стрелци                                        | 1-0 Стајић 27', 2-0 Крунић 49‘ | 1-0 Стајић 27', 2-0 Крунић 49‘ |